# Mary Hoffman
Mary Hoffman (Eastleigh (Hampshire), 20 april 1945) is een Engels auteur van kinderboeken.
Vlak voordat ze drie werd, verhuisde de familie Hoffman naar Londen. Op de basisschool begon Hoffman al met schrijven. Ze schreef toneelstukken die haar klasgenoten dan opvoerden. In 1964 ging ze naar Cambridge om Engelse literatuur te studeren. Ze sloot dat af met een diploma linguïstiek (taalkunde). In 1970 begon ze aan haar eerste boek, dat in 1975 werd gepubliceerd onder de naam White Magic. Inmiddels heeft ze een oeuvre van ongeveer tachtig kinderboeken, waaronder de Stravaganza serie, De Valkeniersknoop en Troubadour.  Hoffman trouwde in 1972 met Stephen Barber met wie zij drie dochters kreeg.